# Тимофеево (Саратовская область)
Тимофеево (ранее станция Фриденфельд) — станция (населённый пункт) в Краснокутском районе Саратовской области России, в составе Комсомольского муниципального образования.
Недействующая станция на сегодняшний день. Население согласно переписи 2010 года — 56 человек. В ней стоит водонапорная башня немецкой кладки, а также заброшенный элеватор.
С середины XVIII века заволжские земли заселяли малороссы, казахи, немецкие колонисты. Солевозчики — чумаки из Малороссии были приглашены на Волгу. В XVIII веке они стали селиться на её левом берегу (Заволжье) вдоль Эльтонского тракта. Так и появилась станция Тимофеево одно из немецких поселений (станция Фриденфельд).
Согласно переписи населения 1926 года в посёлке проживали 101 житель, из них немцев - 63.

## Население
Динамика численности населения по годам:
| 1910 | 1926 | 1987 | 2002 |
| ---- | ---- | ---- | ---- |
| 44   | 101  | ≈170 | 86   |

| 2010 |
| ---- |
| 56   |

Национальный состав
Согласно результатам переписи 2002 года большинство населения составляли казахи (68 %) и русские (31 %). В 1926 году немцы составляли 63 % населения.